# Leucochrysa (Leucochrysa) dolichocera
Leucochrysa (Leucochrysa) dolichocera is een insect uit de familie van de gaasvliegen (Chrysopidae), die tot de orde netvleugeligen (Neuroptera) behoort. 
Leucochrysa (Leucochrysa) dolichocera is voor het eerst wetenschappelijk beschreven door Navás in 1913.